# Žďár (hradiště)
Žďár je pravěké hradiště na vrcholu stejnojmenného kopce v katastrálním území Pavlovsko. Opevnění vzniklo nejspíše během pozdní doby bronzové, ale místo bylo nějakým způsobem využíváno i pozdní době halštatské a snad i laténské. Areál hradiště chráněného jako kulturní památka ČR. se nachází na území přírodní rezervace Žďár. Žďárské hradiště charakterem své dispozice i opevnění připomíná hradiště na Plešivci.

## Historie
Na žďárském hradišti neproběhl žádný větší archeologický výzkum, a proto datování jeho vzniku a osídlení vychází pouze z náhodných nálezů a drobných sond. Opevnění bylo postaveno nejspíše během pozdní doby bronzové, ale místo bylo osídleno také v době halštatské. Vztah k časné laténské kultuře dokládá pouze nález železné sekerky s obdélníkovou tulejkou a obloukovitým ostřím.
Z badatelů lokalitu navštívil v roce 1857 Václav Krolmus. První plán nakreslil v šedesátých letech devatenáctého století rytmistr A. Kraft. Místem se zabývali také Jan Erazim Vocel, František Xaver Josef Beneš nebo Josef Ladislav Píč, který nechal vyhloubit ve vnitřním hradišti sondu, ale ta neposkytla žádné nálezy. Ve dvacátém století hradiště zkoumali J. Maličký a A. Beneš. V roce 1975 bylo hradiště geodeticky zaměřeno.

## Stavební podoba
Dvojdílné hradiště se nachází ve vrcholové části kopce s nadmořskou výškou 630 metrů.  Vnější val dochovaný v délce 660 metrů chránil přístupnější západní a jižní stranu kopce. Lépe dochovaná je západní část valu. Na vnější straně je val vysoký 1,5 metru, zatímco na vnitřní výška dosahuje pouze 0,5 metru. Ohrazený prostor měří asi 24 hektarů.
Vrchol kopce zaujímá vnitřní hradiště zvané Zahrádka o rozloze jeden hektar. Kromě strmé severní strany ho chrání mohutný val z nasypaných kamenů široký v základu dvanáct metrů a dlouhý 240 metrů. Vysoký je až deset metrů na vnější a až tři metry na vnitřní straně. Val je přerušen průchodem brány, který je z jedné strany lemován přirozeným skalním útvarem.

## Přístup
Hradiště je přístupné po červeně značené turistické trase z Rokycan do Holoubkova nebo po žlutě značené trase z Dobříva do Svojkovic. Na vrchol vede také odbočka cyklotrasy č. 2157 z Dobříva do Volduch.